# Tế Ninh
Tế Ninh hay Tể Ninh (tiếng Trung: (phồn thể: 濟寧市; giản thể: 济宁市) bính âm: Jìníng Shì, Hán-Việt: Tế (Tể) Ninh thị) là một địa cấp thị của tỉnh Sơn Đông, Trung Quốc.

## Hành chính
Địa cấp thị Tế Ninh quản lý 11 đơn vị hành chính cấp huyện, bao gồm 2 quận nội thành, 2 thành phố cấp huyện và 7 huyện.
- Khu Nhiệm Thành (任城区)
- Khu Duyện Châu (兖州区)
- Thành phố cấp huyện Khúc Phụ (曲阜市)
- Thành phố cấp huyện Trâu Thành (邹城市)
- Huyện Vi Sơn (微山县)
- Huyện Ngư Đài (鱼台县)
- Huyện Kim Hương (金乡县)
- Huyện Gia Tường (嘉祥县)
- Huyện Vấn Thượng (汶上县)
- Huyện Tứ Thủy (泗水县)
- Huyện Lương Sơn (梁山县)

## Nhân vật nổi tiếng
- Khổng Tử (孔子) (551 – 479 TCN), nhà tư tưởng Trung Hoa, người sáng lập ra Khổng giáo.
- Mạnh Tử (孟子) (372 – 289 TCN), nhà tư tưởng Trung Hoa, người diễn giải chính các tư tưởng của Khổng giáo.